# Hospital Real de Granada

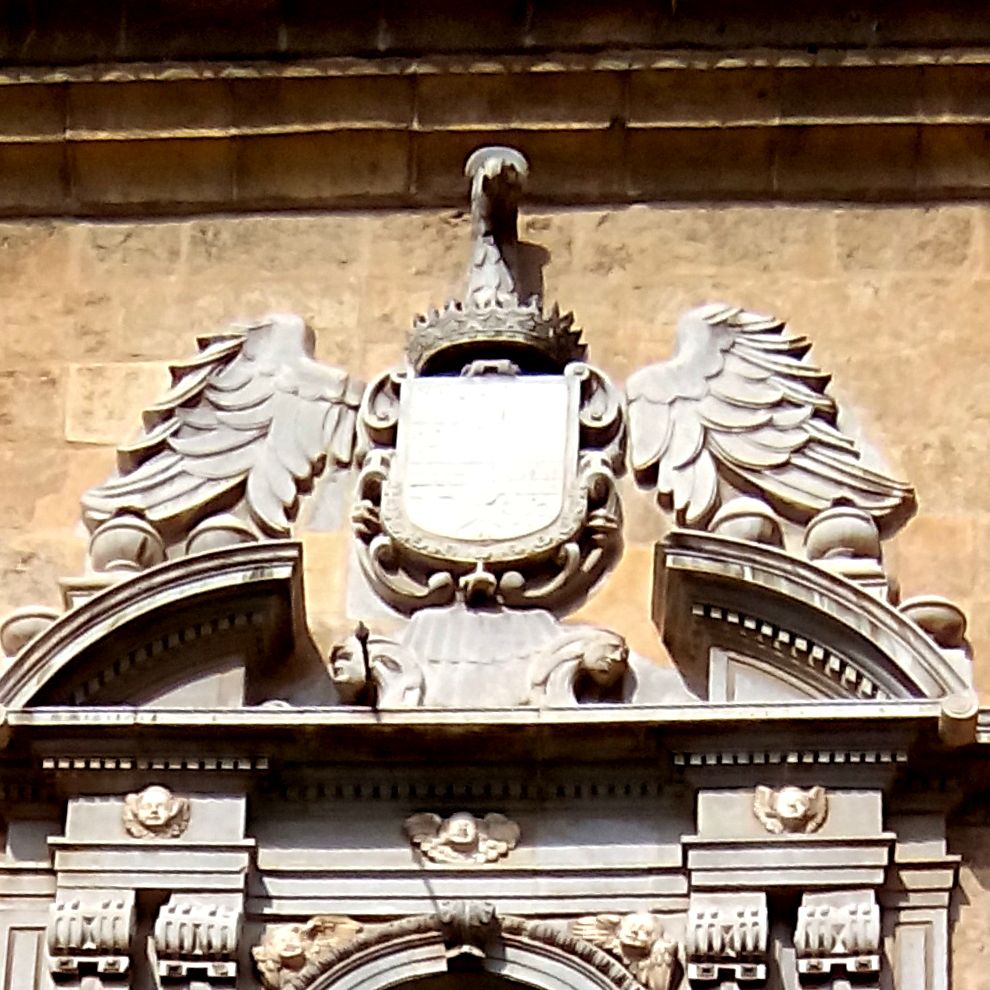
Detalle del escudo en la portada

El Hospital Real de Granada fue un antiguo hospital real situado en la ciudad española de Granada. Se ubica en las proximidades de los Jardines del Triunfo y el Convento de Capuchinos, entre las calles Real de Cartuja, Ancha de Capuchinos y Cuesta del Hospicio, siendo esta última la de acceso al edificio. Actualmente, es la sede del Rectorado de la Universidad de Granada, de la Biblioteca Universitaria y de algunos de los servicios de gestión centrales. Fue declarado Monumento Histórico Artístico, por lo que la actual legislación le confiere la categoría de Bien de Interés Cultural.

## Historia
Tras la Toma de Granada en 1492, los Reyes Católicos deciden acometer numerosas obras en la ciudad, convirtiéndola en el último gran núcleo de la arquitectura gótica española. Entre las obras destacan la Capilla Real y el Hospital Real, que gracias a una Carta Privilegio dada por los Reyes Católicos en Medina del Campo, el 15 de septiembre de 1504, se decidió la fundación del hospital, que sustituiría al instalado en la Alhambra en 1501. En un principio se pensó situarlo entre la Puerta de Bib-rambla y la de Bibalmazán, pero en 1511 se decide edificar sobre un antiguo cementerio musulmán, en las cercanías de la Puerta de Elvira(su actual ubicación), ya que las exigencias de la época eran instalar los hospitales en lugares más saneados y extramuros.
La construcción fue interrumpida tras la muerte de Fernando el Católico y se reanudó en 1522 por el emperador Carlos V. Comienza a funcionar como hospital en 1525 y es inaugurado en 1526 aunque inacabado, pues le faltaba la decoración de los patios (excepto el de la Capilla), las ventanas, la portada y un buen número de artesonados. La portada, obra de Alonso de Mena, se terminó en 1640. Las obras y remodelaciones se prolongan durante los siglos XVI-XVIII.
En un principio estaba destinado a acoger enfermos sifilíticos, pero desde 1536 tendría nuevos huéspedes: los locos o inocentes, debido a que se cerró el Maristán (antiguo hospital musulmán situado en el Albayzín, junto al Bañuelo). Más tarde fue destinado para la curación de los enfermos del mal francés de toda España.
Tras la Desamortización de Mendizábal, en 1835, el Hospital pasó a depender de la Diputación Provincial, estableciéndose allí el Asilo de ancianos y la Casa de dementes.
En 1961, el Hospital Real fue comprado por el Ministerio de Educación Nacional siendo su estado de conservación pésimo. A partir de ese momento, la Dirección General de Bellas Artes encargó los trabajos de restauración al arquitecto Francisco Prieto Moreno, dudándose si destinarlo a albergar muestras de tapices del Patrimonio Nacional o dedicarlo a instalaciones universitarias. La  Universidad hizo entonces una propuesta para que albergara la Biblioteca Universitaria, sin que por ello dejara de destinarse a museo y sala de exposiciones.
En 1971 pasó a ser parte del Patrimonio universitario, sucediéndose desde entonces, las labores de restauración y limpieza. Es en este momento cuando se colocan delante de la fachada las verjas procedentes del Hospital de San Lázaro. En 1978 el arquitecto Francisco Jiménez Robles redactó un nuevo proyecto para adaptar el edificio a sus nuevas funciones como sede del Rectorado, servicios Generales y Biblioteca Universitaria. Finalmente en la década de los ochenta, continúan las labores de restauración que afectan principalmente al cimborrio, a los techos de las galerías altas del Patio de los Mármoles y al aspecto urbano del exterior del edificio.

## El edificio

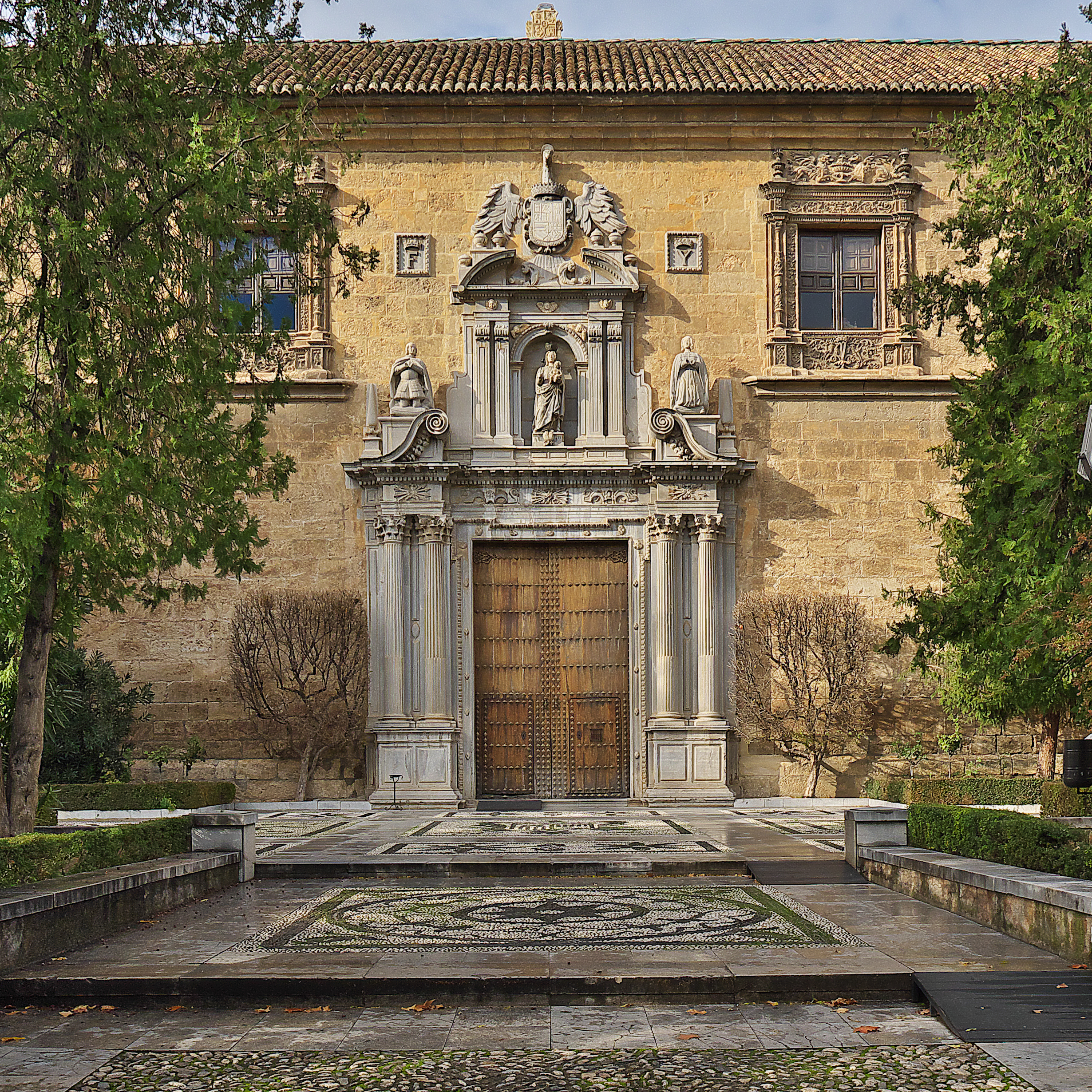
Portada

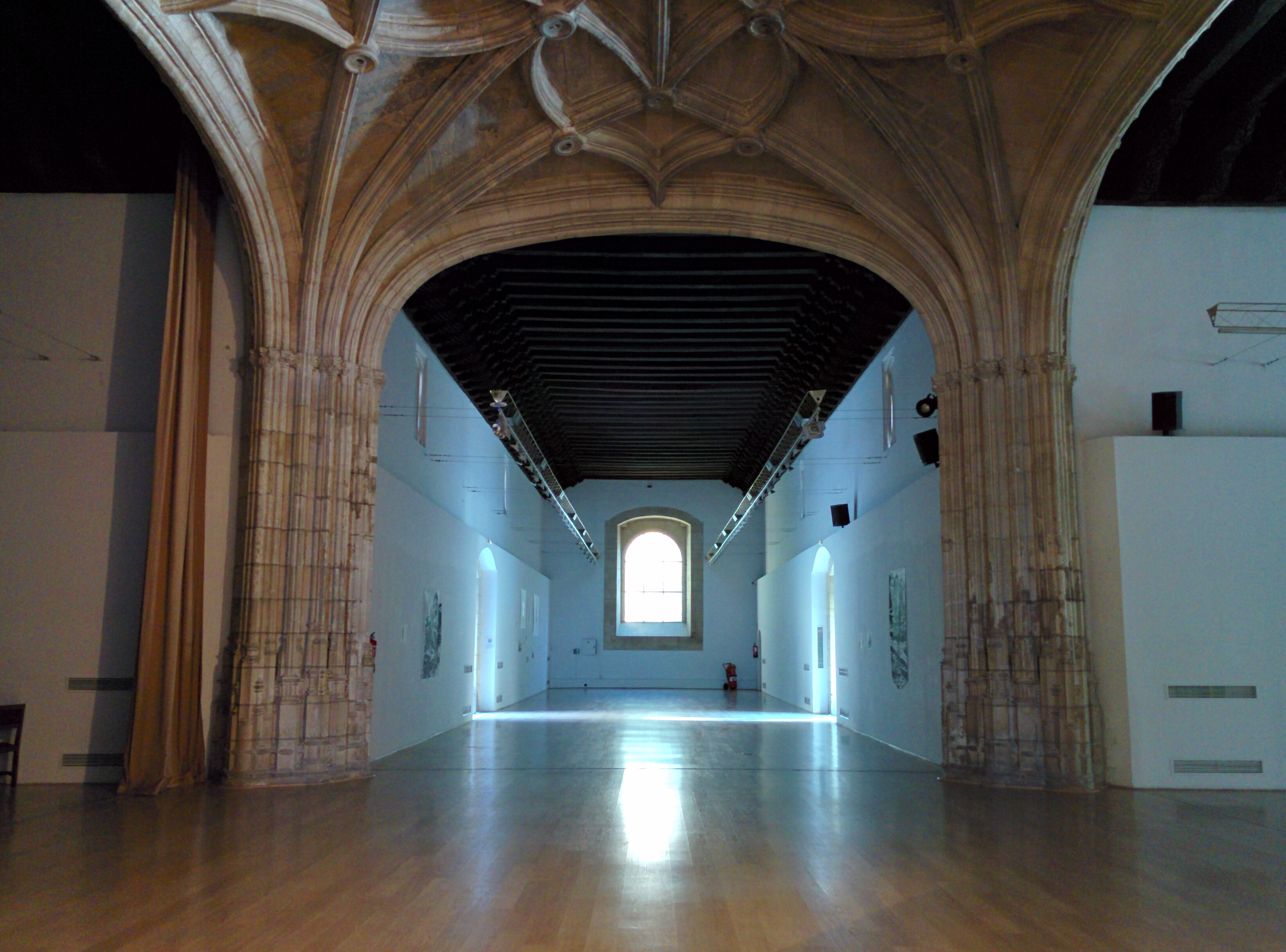
Interior a la altura del crucero

Es una obra ecléctica, donde se mezclan elementos góticos, renacentistas y mudéjares, en la que intervinienen los más importantes artistas del momento: Enrique Egas quien se cree que es el arquitecto del proyecto, Pedro Machuca, Diego de Siloé, entre otros.
Egas repite el esquema del Hospital de Santa Cruz, tomando como modelo el Hospital Mayor de Milán, obra de Filarete copiado por toda Europa a partir del siglo XVI. El edificio cuenta con una planta de cruz griega inscrita en un cuadrado, en cuyos ángulos hay cuatro patios simétricos, alzándose en el crucero un cimborrio. En alzado tiene dos pisos, pero en el ángulo suroeste se levanta otra tercera planta, abierta al exterior con balcones conocida como la Sala de Convalecientes, orientada a los Jardines del Triunfo. 
Su fachada principal presenta cuatro ventanas platerescas muy ornamentadas, con las iniciales y emblemas de los fundadores y del Emperador. En su centro se abre la portada, de piedra de Elvira, realizada en 1632, en la que aparecen los símbolos de los Reyes Católicos, yugos y flechas, una imagen de la Virgen y a los lados las figuras orantes de los Reyes Católicos realizadas por Alonso de Mena. En el frontón circular hay un escudo de las armas reales, sostenido por el águila de San Juan. 
Por un amplio zaguán se accede a las diversas dependencias del edificio. Tiene planta rectangular y se cubre con un techo de madera. La portada frontal nos introduce a las crujías o naves y la constituye un arco de medio punto, con triple rosca que descansa sobre pequeñas columnillas, enmarcado con alfiz decorado con bolas. Las puertas laterales nos llevan a los patios y a la planta superior o planta noble. 
El crucero —punto de intersección de las cuatro naves— se divide en dos, algo inusual, ya que normalmente era único este espacio para las dos plantas. En la planta baja se cubre con bóveda de nervios, y en la planta alta con cúpula de madera, reconstruida tras el incendio de 1549 y diseñada por Melchor de Arroyo, con la aprobación de Diego de Siloé, siendo estos trabajos de los más importantes de la carpintería del siglo XVI. Las naves de la planta baja se cubren con alfarjes, cuyas zapatas son de tipología muy variada —gótica, mudéjar y renacentista— y las del piso superior con armaduras mudéjares. De los cuatro patios proyectados, solo dos se terminaron.

### El patio de los Mármoles

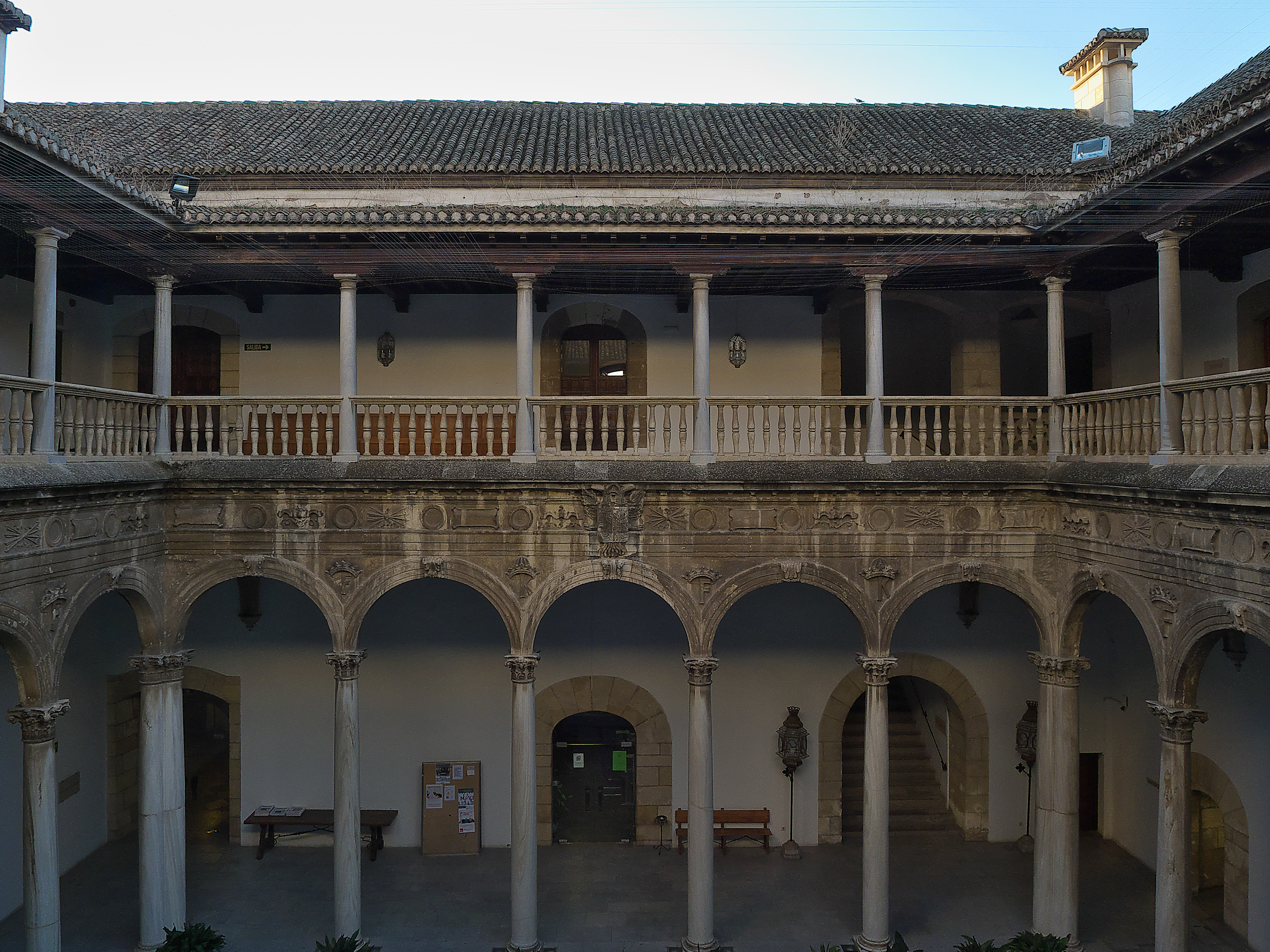
Patio de los Mármoles

Es el más rico pero solo se labró la parte baja, formada por veinte arcos —cinco en cada lado— de medio punto sobre esbeltas columnas, y entre las enjutas, las iniciales de Isabel (Y) y Fernando (F), y en el entablamento escudos y cartelas de los Reyes Católicos y de Carlos V, además del yugo y el haz de flechas. Es obra de Martín de Bolívar.

### El patio de la Capilla

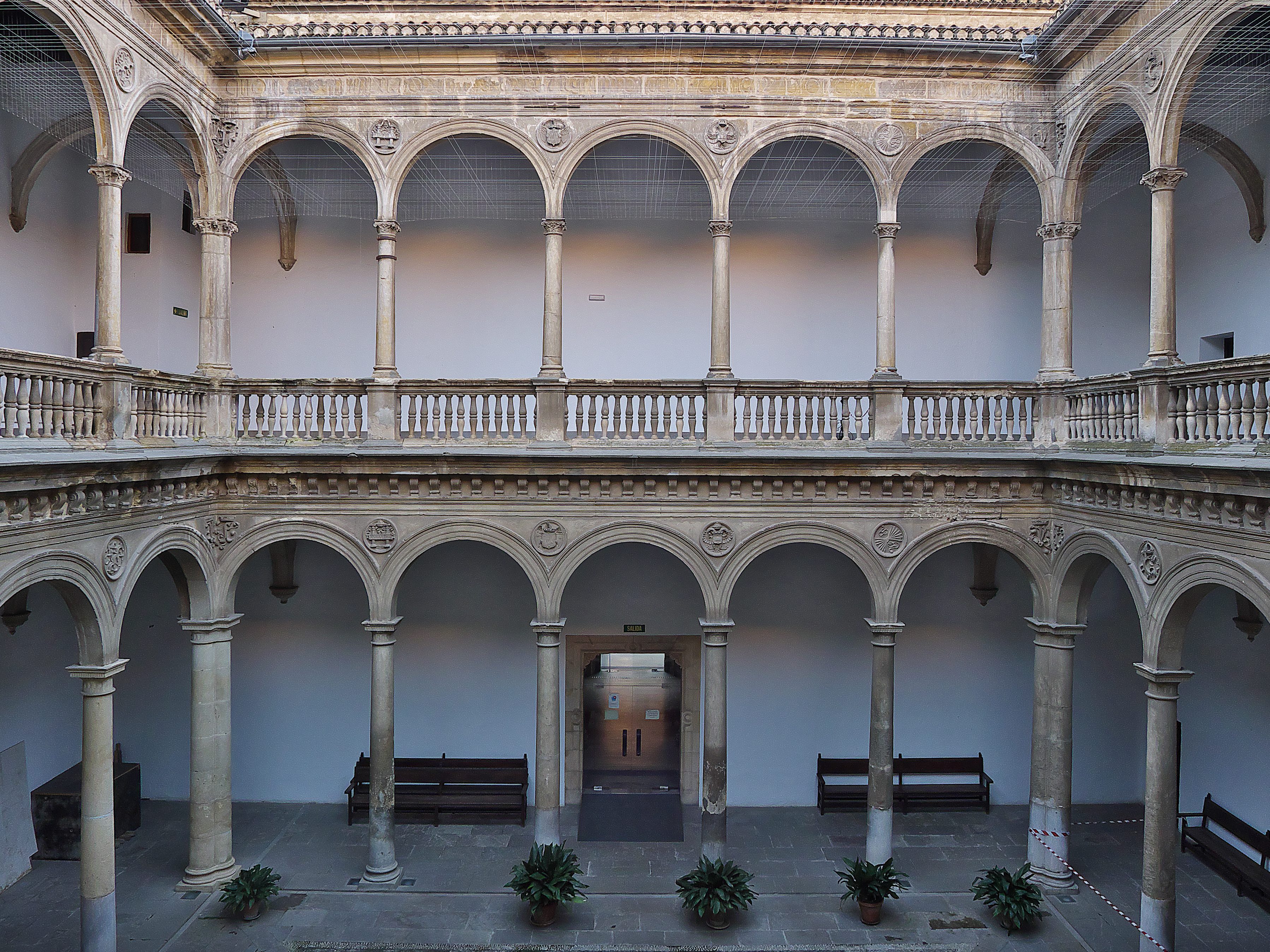
Patio de la Capilla

Fue terminado en 1536, como consta en la inscripción del piso superior del patio. Consta de dos pisos formados por arcos de medio punto sobre columnas dóricas en la planta baja y corintias en las superiores. Los emblemas e iniciales son las mismas que las del patio anterior, pero sobre la cornisa aparece una inscripción que alude a los Reyes Católicos y a Carlos V. Tiene cuatro puertas centradas a cada lado, y una fuente en el centro muy posterior al proyecto inicial. En el lado noroeste existe un pozo, de época desconocida. El nombre del patio nos recuerda que aquí estuvo la capilla donde había un retablo de 1647 que guardaba dentro de una cruz la madera del cepo en que estuvo preso San Juan de Dios, del que se cuenta que en el incendio acontecido en 1549 participó en el salvamento de los enfermos.

## El abastecimiento de agua
El sistema de abastecimiento de agua del Hospital Real supone, en el momento de su puesta en funcionamiento y hasta la instalación del agua corriente, una gran ventaja a la hora de la asistencia hospitalaria y de la higiene ya que permitía el acceso al líquido elemento desde cualquiera de los cuatro patios.
El agua, procedente de la acequia  Aynadamar, se acumulaba en el aljibe construido bajo el inmueble, cuyo acceso se encontraba en el Patio de los Inocentes, y se extraía, de forma rápida y cómoda, a través de los pozos situados en los patios, a excepción del Patio del Archivo, donde en vez de pozo encontramos un pilar de dos caños, probablemente debido al uso más doméstico de este patio donde se encontraban las viviendas del personal del Hospital Real.

## Biblioteca

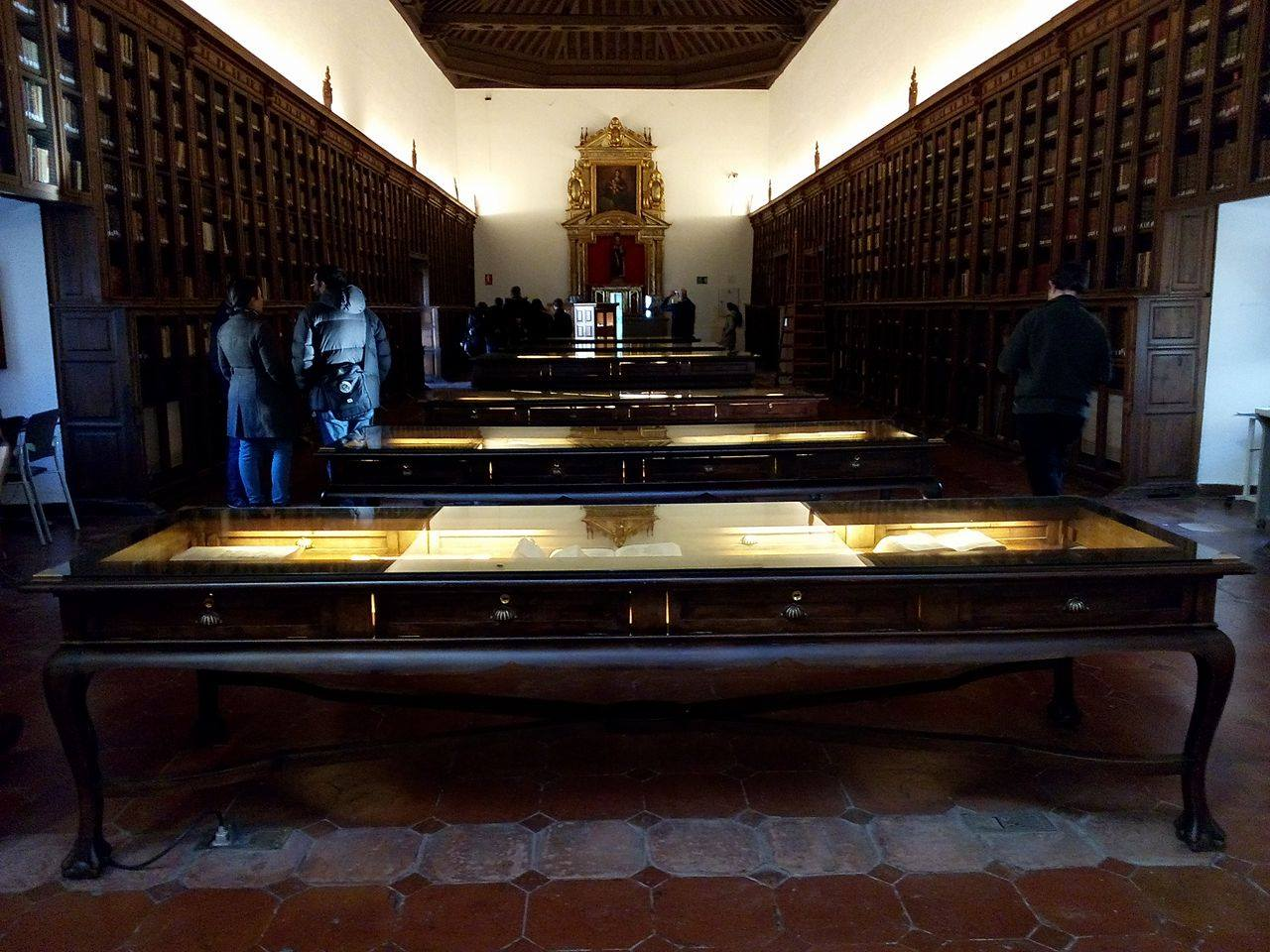
Interior de la biblioteca

Se ubica en la parte alta del edificio, accediéndose a través del patio del Archivo. Con respecto a su origen se conoce poco, debido al incendio que se produce en 1886. Por lo tanto, podría definirse que la historia de la biblioteca se inicia con la fundación del Estudio General de Lógica, Filosofía, Teología y Cánones, que surge tras la visita que realizó a la ciudad Carlos V en 1526.
La Universidad se trasladó al edificio del antiguo colegio jesuita de San Pablo, por lo que los fondos de la librería del colegio también pasaron a formar parte de la Universidad, incrementándose en 29 483 volúmenes impresos. Entre su colección se encuentran numerosos incunables, algunos códices y numerosos legajos.
En 1841 la biblioteca universitaria incrementó su patrimonio con un importante conjunto bibliográfico, entre el cual se pueden encontrar libros incautados a los conventos de la capital y su provincia.